# Circonscription de burgh
 (signalé en mai 2025).
Si vous disposez d'ouvrages ou d'articles de référence ou si vous connaissez des sites web de qualité traitant du thème abordé ici, merci de compléter l'article en donnant les références utiles à sa vérifiabilité et en les liant à la section « Notes et références ».
- Archive Wikiwix
- Bing
- Cairn
- DuckDuckGo
- E. Universalis
- Gallica
- Google
- G. Books
- G. News
- G. Scholar
- Persée
- Qwant
- (zh) Baidu
- (ru) Yandex
- (wd) trouver des œuvres sur Wikidata

Une circonscription de burgh est un type de circonscription parlementaire en Écosse. C'est une circonscription à prédominance urbaine, et sur cette base a été désignée comme circonscription de burgh. Ils sont les successeurs historiques des burgh parlementaires du Parlement d'Écosse.
En 1708, les burghs parlementaires ont été attribués à des districts de burghs, chaque district servant de circonscription du Parlement de Grande-Bretagne. Au Parlement du Royaume-Uni, à partir de 1801, ce système de district s'est poursuivi jusqu'à ce qu'il soit progressivement aboli au cours de la première moitié du XXe siècle.
Les circonscriptions de burgh modernes ressemblent beaucoup aux circonscriptions de comté dans la façon dont leurs limites sont tracées, mais les candidats aux élections ont droit à des dépenses inférieures, car ils n'ont pas besoin de voyager autant. Pour les élections à la Chambre des communes britannique, l'allocation est de 7 150 £ et 5 pence par électeur. Pour les élections partielles, l'allocation est toujours de 100 000 £.
Les circonscriptions de la Chambre des communes étaient autrefois utilisées pour les élections au Parlement écossais, créé en 1999, mais elles ont été dissociées depuis 2005, en réduisant le nombre de circonscriptions des Communes en Écosse sans changement correspondant au Parlement écossais. La distinction historique entre les circonscriptions de comté et de burgh est maintenue dans les deux ensembles de circonscriptions.
Pour les élections au Parlement écossais, l'allocation est de 5 761 £ et 4,8 pence par électeur.
Les circonscriptions suivantes sont désignées comme circonscriptions de burgh au Parlement écossais :
- Aberdeen Central
- Aberdeen Donside
- Airdrie and Shotts
- Ayr
- Coatbridge and Chryston
- Dundee City East
- Dundee City West
- Edinburgh Central
- Edinburgh Eastern
- Edinburgh Northern and Leith
- Edinburgh Pentlands
- Edinburgh Southern
- Edinburgh Western
- Glasgow Anniesland
- Glasgow Cathcart
- Glasgow Kelvin
- Glasgow Maryhill and Springburn
- Glasgow Pollok
- Glasgow Provan
- Glasgow Shettleston
- Glasgow Southside
- Hamilton, Larkhall and Stonehouse
- Motherwell and Wishaw
- Paisley
- Rutherglen
- Uddingston and Bellshill